# Język talossański

Flaga języka talossańskiego

Język talossański (Talossan (tɐɫɔˈsan), el glheþ Talossan (ɛɫ ʎeθ tɐɫɔˈsan) / (ɛw ʎeθ tɐɫɔˈsan)) – język sztuczny, utworzony w 1980 r. na podstawie języków romańskich, głównie francuskiego i oksytańskiego. Jest językiem oficjalnym w mikronacji Królestwo Talossa. Ma ponad 35 tysięcy słów, usystematyzowaną gramatykę i Komitet, regularnie wydający pisemne rekomendacje (zwane Arestada) w sprawie norm używania tego języka.
Istnieje słownik i gramatyka jęz. talossańskiego: Treisoûr del Glhetg Talossán (Skarbiec Języka Talossańskiego), czasopismo oraz nieliczne tłumaczenia na ten język  i oryginalne utwory literackie.